# ショーベ

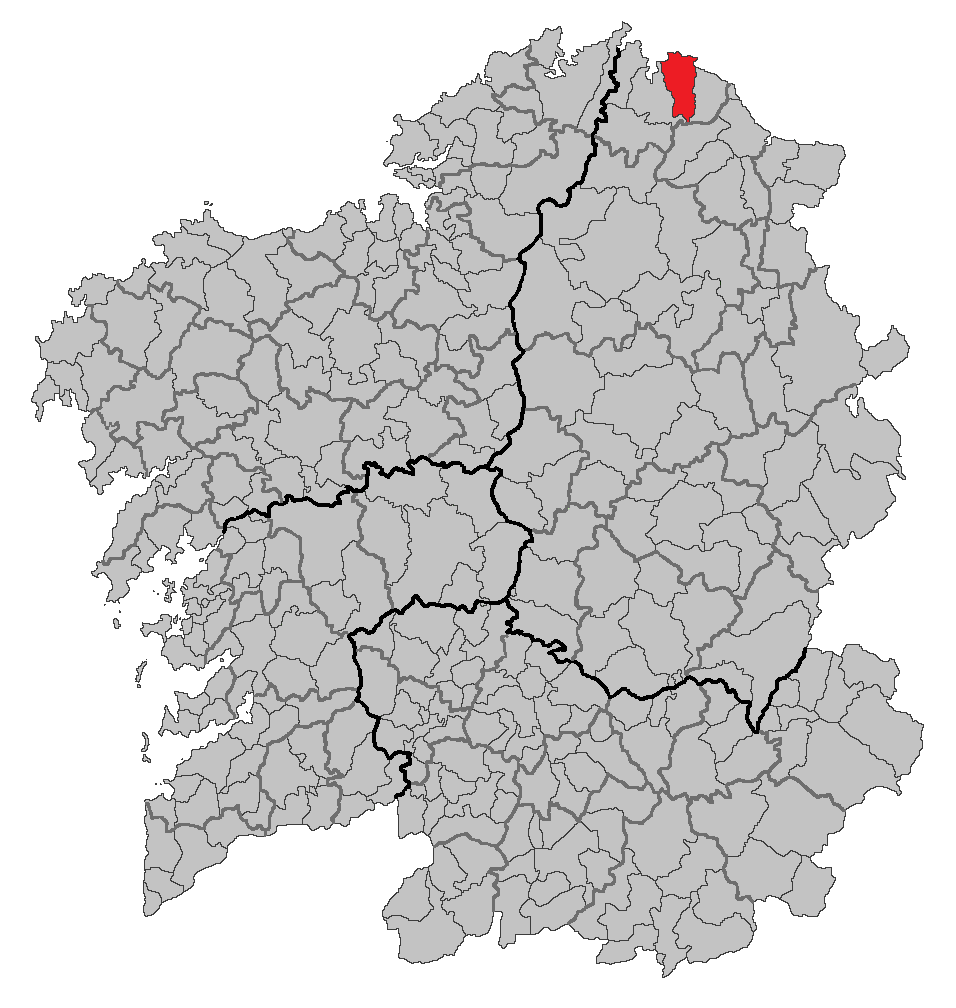

ショーベ（Xove）はスペイン、ガリシア州、ルーゴ県の自治体、コマルカ・ダ・マリーニャ・オクシデンタルに属する。ガリシア統計局によれば、2009年の人口は3,518人（2008年：3,555人、2007年：3,602人、2006年:3,614人、2005年:3,636人、2004年:3,603人、2003年:3,574人）。住民呼称は男女同形で、xovense。カスティーリャ語による表記はJove（ホーベ）。
ガリシア語話者の自治体人口に占める割合は97.76%（2001年）。

## 地理
ショーベはルーゴ県の北部に位置し、コマルカ・ダ・マリーニャ・オクシデンタルに属する。北はカンタブリア海に面し、東はセルボと、南から西はビベイロの各自治体と隣接、自治体中心地区はショーベ教区のショーベ地区。

### 人口
人口は8の教区の86の集落に分散している。
| ショーベの人口推移 1900－2010                           |
|                                                         |
| 出典:INE（スペイン国立統計局）1900年 - 1991年、1996年 - |

## 政治
自治体首長はガリシア国民党（PPdeG）のホセ・デメトリオ・サルゲイロ・ラパ（José Demetrio Salgueiro Rapa）。自治体評議員はガリシア国民党：5、AVEXO（Agrupación Vecinal de Xove、ショーベ住民連合）：4、ガリシア民族主義ブロック（BNG）：1、ガリシア社会党（PSdeG-PSOE）：1となっている（2007年の自治体選挙の結果、）。

## 祭り
自治体の中心のショーベ教区で8月の後半に守護聖人サン・バルトーロの祭りがおこなわれる。

## 教区
ショーベは8の教区に分けられている。太字は自治体中心地区のある教区。
- ラゴ（サンタ・エウラリア）
- オ・モンテ（サント・イシドロ）
- モラス（サン・クレメンテ）
- ポルトセーロ（サン・ティルソ）
- ア・リゲイラ（サン・ミゲル）
- スモアス（サント・エステーボ）
- ショーベ（サン・バルトーロ）
- シュアンセス（サン・ペドロ）